# Оловари
Оловари (слч. Olováry) насељено је мјесто са административним статусом сеоске општине (слч. obec) у округу Вељки Кртиш, у Банскобистричком крају, Словачка Република.

## Становништво
| Година:    | 1994. | 2004.   | 2014.   | 2024.    |
| ---------- | ----- | ------- | ------- | -------- |
| Број људи: | 331   | 330     | 302     | 257      |
| Разлика:   |       | -0,30 % | -8,48 % | -14,90 % |

| Година:    | 2023. | 2024.   |
| ---------- | ----- | ------- |
| Број људи: | 259   | 257     |
| Разлика:   |       | -0,77 % |

Према подацима о броју становника из 2011. године насеље је имало 298 становника.